# Pacific Division (NBA)

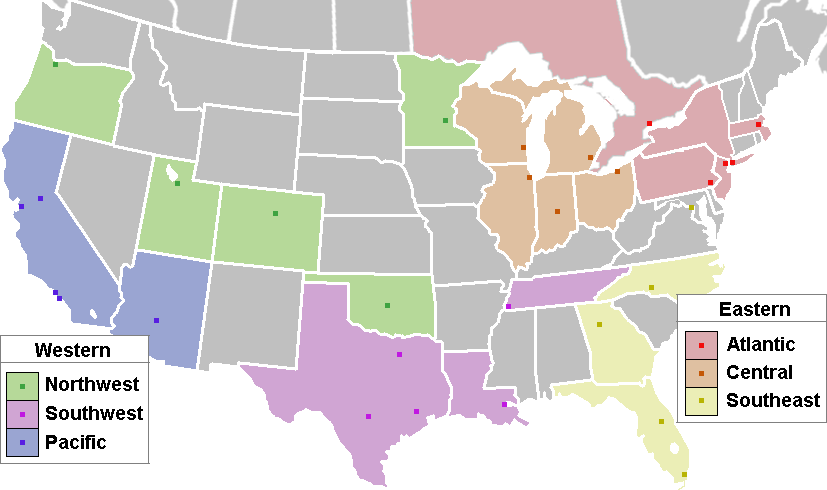
Pacific Division in het blauw

De Pacific Division is een competitie in de NBA die onder de Western Conference valt. De NBA is opgedeeld in 2 zogenaamde conferences, die vervolgens weer opgedeeld zijn in 3 divisies.
De divisies worden ingedeeld door geografische ligging. De Pacific Division bestaat sinds 1970.

## Huidige deelnemers
- Golden State Warriors
- Los Angeles Clippers
- Los Angeles Lakers
- Phoenix Suns
- Sacramento Kings

## Voormalige deelnemers
- San Diego/Houston Rockets (1970–1972)
- Portland Trail Blazers (1970–2004)
- Seattle SuperSonics (1970–2004)

### Team timeline
|  | Huidige deelnemers    |
|  | Voormalige deelnemers |

### Kampioenen
| Jaar | Team                   |
| ---- | ---------------------- |
| 1971 | Los Angeles Lakers     |
| 1972 | Los Angeles Lakers     |
| 1973 | Los Angeles Lakers     |
| 1974 | Los Angeles Lakers     |
| 1975 | Golden State Warriors  |
| 1976 | Golden State Warriors  |
| 1977 | Los Angeles Lakers     |
| 1978 | Portland Trail Blazers |
| 1979 | Seattle SuperSonics    |
| 1980 | Los Angeles Lakers     |
| 1981 | Phoenix Suns           |
| 1982 | Los Angeles Lakers     |
| 1983 | Los Angeles Lakers     |
| 1984 | Los Angeles Lakers     |
| 1985 | Los Angeles Lakers     |
| 1986 | Los Angeles Lakers     |
| 1987 | Los Angeles Lakers     |
| 1988 | Los Angeles Lakers     |

| Jaar | Team                   |
| ---- | ---------------------- |
| 1989 | Los Angeles Lakers     |
| 1990 | Los Angeles Lakers     |
| 1991 | Portland Trail Blazers |
| 1992 | Portland Trail Blazers |
| 1993 | Phoenix Suns           |
| 1994 | Seattle SuperSonics    |
| 1995 | Phoenix Suns           |
| 1996 | Seattle SuperSonics    |
| 1997 | Seattle SuperSonics    |
| 1998 | Seattle SuperSonics    |
| 1999 | Portland Trail Blazers |
| 2000 | Los Angeles Lakers     |
| 2001 | Los Angeles Lakers     |
| 2002 | Sacramento Kings       |
| 2003 | Sacramento Kings       |
| 2004 | Los Angeles Lakers     |
| 2005 | Phoenix Suns           |
| 2006 | Phoenix Suns           |

| Jaar | Team                  |
| ---- | --------------------- |
| 2007 | Phoenix Suns          |
| 2008 | Los Angeles Lakers    |
| 2009 | Los Angeles Lakers    |
| 2010 | Los Angeles Lakers    |
| 2011 | Los Angeles Lakers    |
| 2012 | Los Angeles Lakers    |
| 2013 | Los Angeles Clippers  |
| 2014 | Los Angeles Clippers  |
| 2015 | Golden State Warriors |
| 2016 | Golden State Warriors |
| 2017 | Golden State Warriors |
| 2018 | Golden State Warriors |
| 2019 | Golden State Warriors |
| 2020 | Los Angeles Lakers    |
| 2021 | Phoenix Suns          |
| 2022 | Phoenix Suns          |
| 2023 | Sacramento Kings      |
| 2024 | Los Angeles Clippers  |
| 2025 | Los Angeles Lakers    |